# Движение исцеления

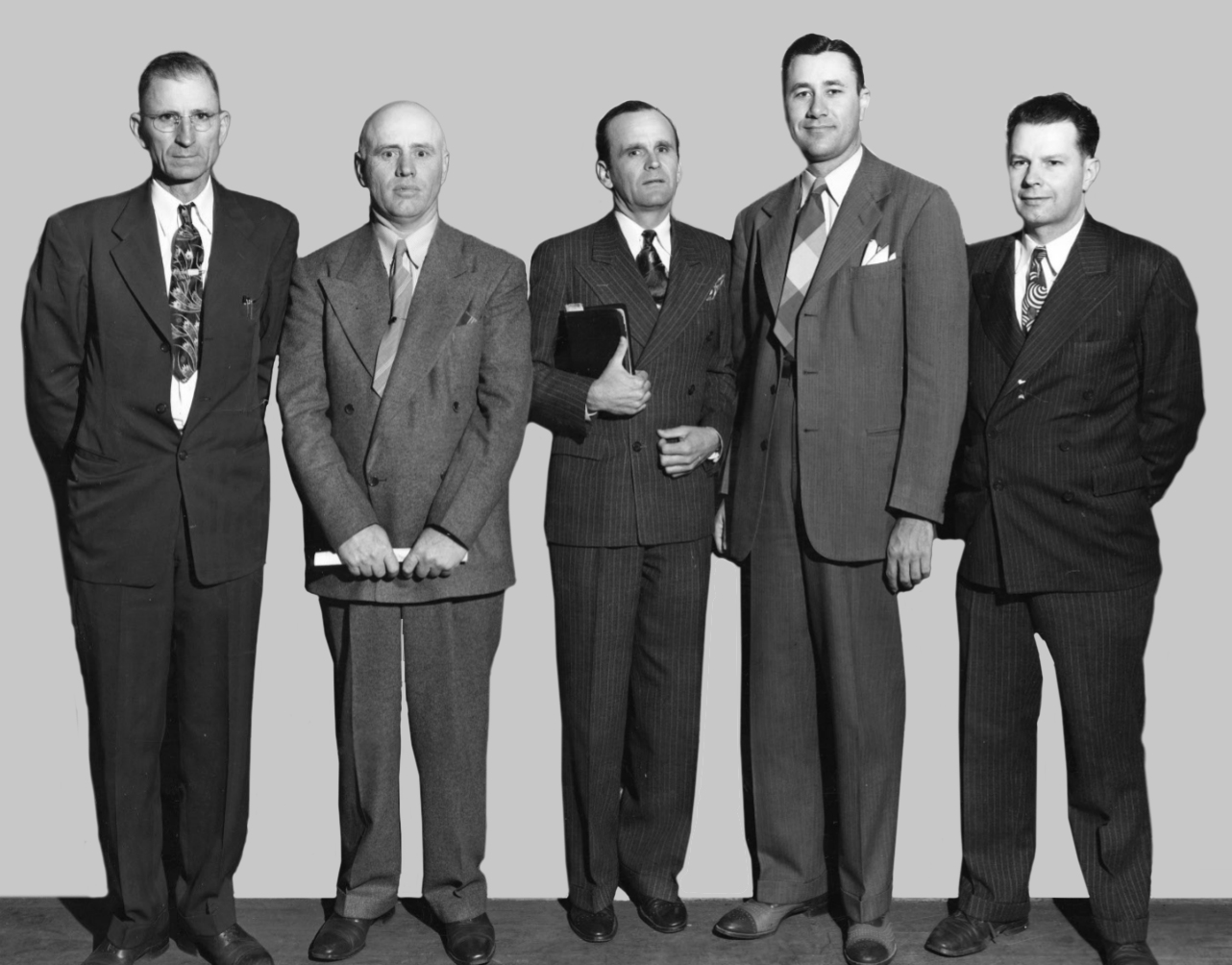
Фотография одних из главных фигурирующих лиц движения исцеления; слева направо: Янг Браун, Джек Мур, Уильям Бранхам, Орал Робертс, Линдсей, Гордон; фото 1948 года

Движение исцеления  — религиозное движение среди христиан, которое началось в 1946-м году в США и продолжилось в течение 1950-х годов.
Начало движения воспринимается историками в качестве поворотной точкой в истории формирования и распространения пятидесятнического христианства (если до «движения исцеления» в мире насчитывалось около 2,5 млн пятидесятников, то уже в 2013-м году общее число пятидесятников и харизматов составило порядка 700 млн).
Движение исцеления породило другое пробуждение «поздний дождь», начавшееся в Канаде в 1948-м году. Эти два движения оказали глубокое влияние друг на друга и, в конечном итоге, повлияли на зарождение и формирование последовавшего в 1960-м году харизматического движения.
Различные историки, независимо друг от друга, указывают на Уильяма Бранхама, как на инициатора возрождения.

## Общие сведения

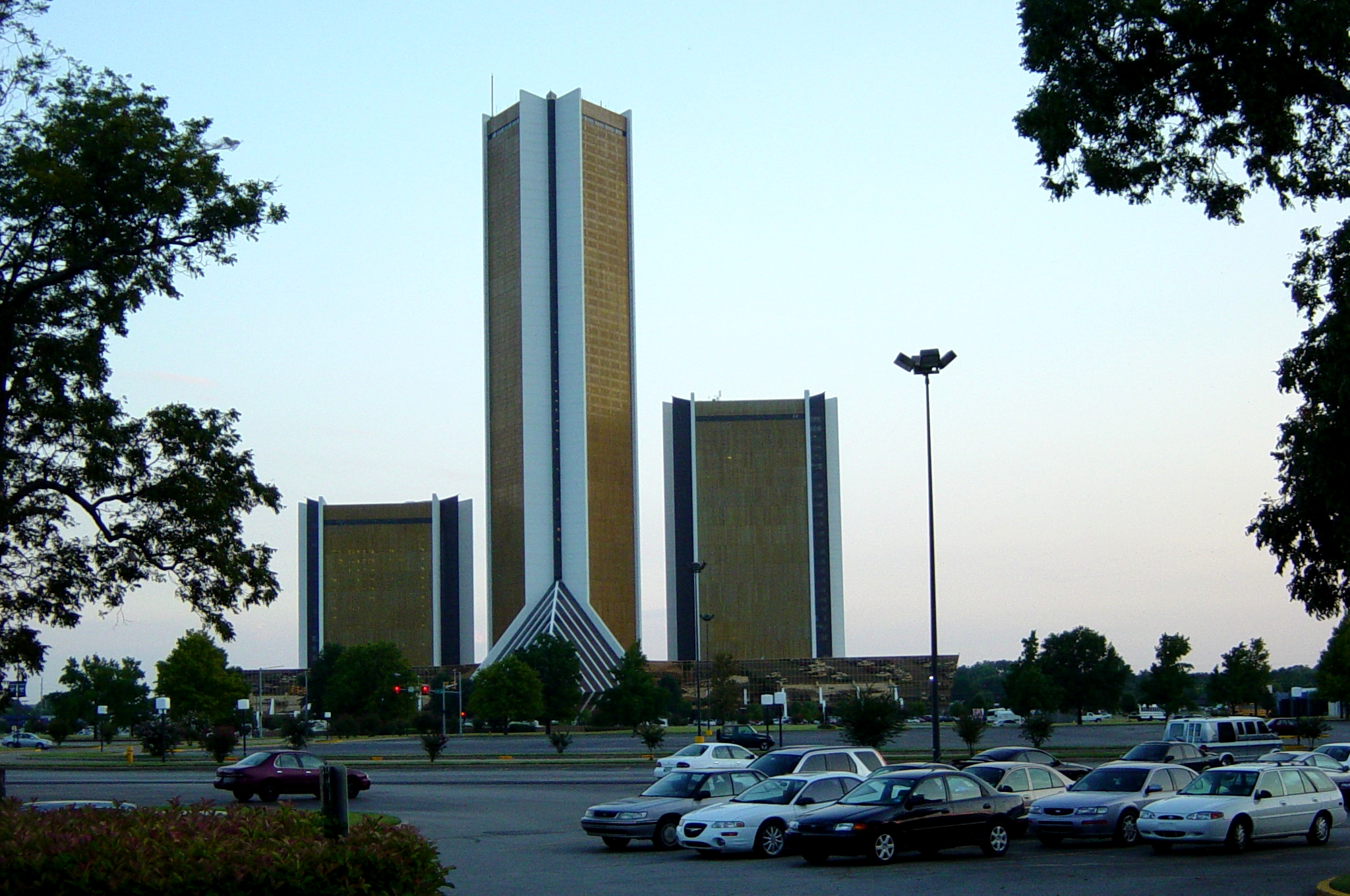
"Город веры", основанный Оралом Робертсом в городе Талса. На фото представлено медицинское отделение университета (Орал Робертс планировал объединить светскую медицину с "божественным исцелением")

Период возрождения был описан харизматическим писателем Джоном Краудером как «самое масштабное публичное проявление чудодейственной силы в современной истории». Некоторые критики (как, например, американский радиоведущий Хэнк Ханеграаф) отвергли движение исцеления и осудили последующие харизматические движения, как культ .
Орал Робертс и Уильям Бранхам описываются историком Дэвидом Эдвином Харреллом, как два гиганта движения. При этом, Орал Робертс рассматривается, как наиболее популярная фигура движения исцеления, которая оставила после себя гораздо долгосрочное наследие, включая университет, носящий его имя.

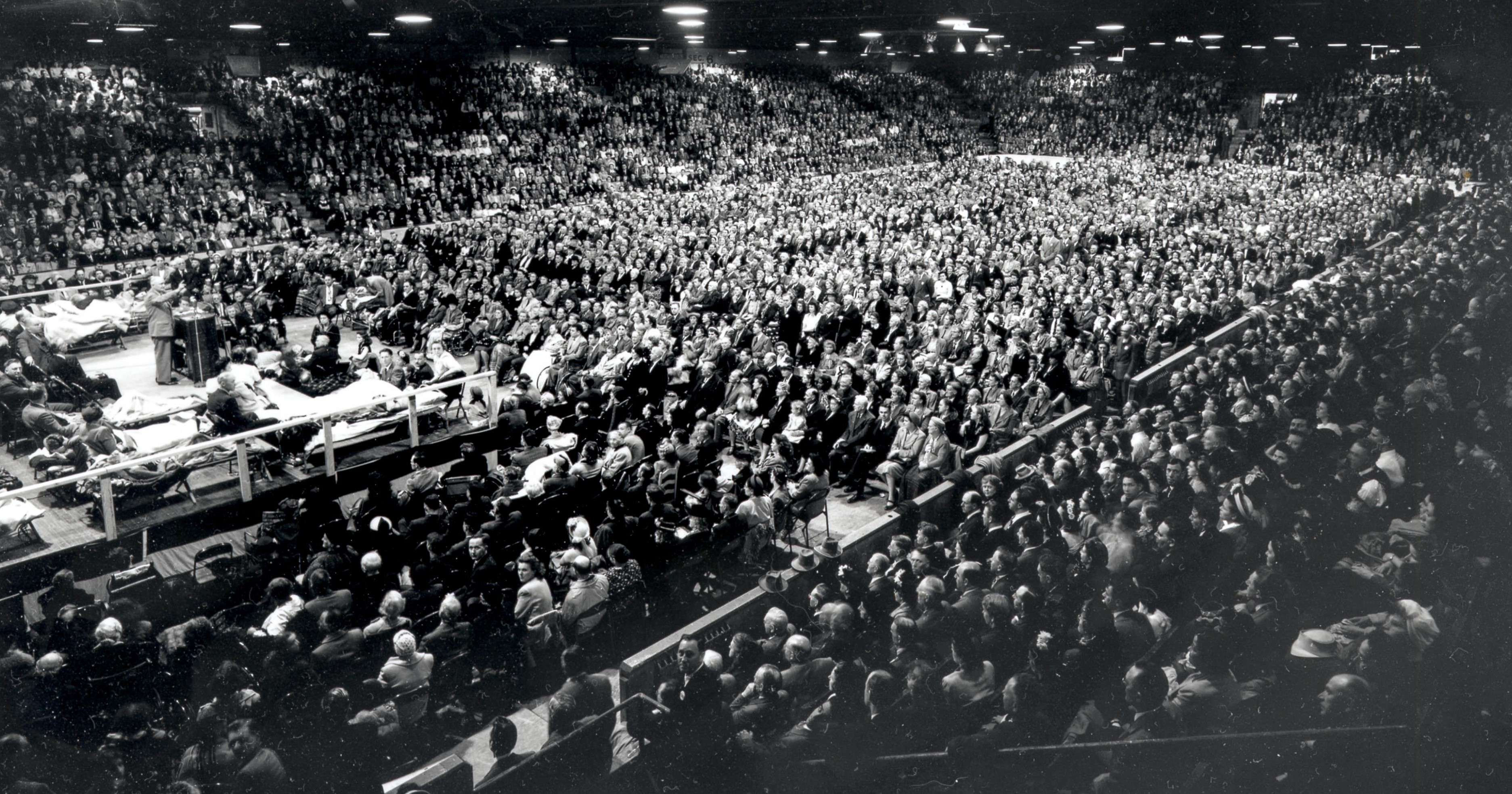
Кампания Уильяма Бранхама в города Такома (штат Вашингтон) в 1948-м году

Ссылаясь на первую серию встреч Бранхама в Сент-Луисе в июне 1946 года, историки Краполь и Липпи прокомментировали: «Историки обычно отмечают этот поворот в служении Бранхама как начало современного возрождения исцеления».

## Предыстория
В качестве «предвестников» движения исцеления, принято выделять два предыдущих религиозных движения:
- во-первых, это «исцелительное» служение Джона Александра Дауи, начавшееся в 1875-м году и породившее на свет подобных ему «исцеляющих евангелистов».
- во-вторых, это начавшееся в 1906-м году пятидесятническое движение, главной отличительной особенностью которого стало учение о важности пережить «крещение Святым Духом со знамением говорения на иных языках».[7]

### «Евангелисты-предвестники»
В те годы проповедь и практика «божественного исцеления» в евангельском мире были редкими — тем не менее, Дауи за короткое время стал одной из самых заметных фигур в евангельских кругах.
И хотя сам Дауи высказывался против начавшегося в 1906-м году пятидесятнического пробуждения с учением об иных языках — тем не менее, именно служение Дауи оказало прямое влияние на возникновение одних из самых известных «исцеляющих евангелистов» раннего пятидесятничества — Джона Лейка и Фреда Босфорта.
Впоследствии, Фред Босфорт стал тем, кто оказал главное влияние на формирование богословия «целителей», написав первую в истории пятидесятнического движения книгу с изложением богословия «исцеления верой» (в своей книге «Христос - Целитель»). Именно учение об «исцелении верой» впоследствии стало лейтмотивным посланием будущего движения исцеления.
За время своего служения (до знакомства с Бранхамом) Босфорт утверждал, словно получил около 200 тысяч письменных свидетельств исцеления от людей, которые прочитали его книгу или за которых он молился с возложением рук либо посредством рассылки «исцеляющих платков».
Тем временем, миссионерское служение Джона Лейка в ЮАР было признано в качестве самого успешного религиозного движения в этой стране в течение XX века. Как гласят пятидесятнические источники, его последующее служение в американском городе Спокан (штат Вашингтон) стало причиной того, что двери больниц этого города оказались закрыты. Утверждается, словно мэр города торжественно вручил Лейку благодарственную грамоту по случаю официального признания Спокана самым здоровым городом Соединенных Штатов.

### Пятидесятники
Когда служение Дауи стало переживать «закат» (Дауи умер в 1907-м году), в начавшемся в 1906-м году пятидесятническом движении поднялся ряд других «исцеляющих евангелистов», таких как: Чарльз Пархам, Эмми Симпл Макферсон, Мария Вудворт Эттер, Смит Вигглсворт, Чарльз Прайс, Реймонд Ричи (были также и другие менее известные «целители верой», имена которых особо не запомнились в пятидесятнической среде).
До начала движения исцеления в 1946-м году, пятидесятническое движение насчитывало около 2,5 млн членов. При этом, движение продолжало оставаться довольно закрытым и изолированным от остального христианского мира по причине того, что все остальные христианские конфессии воспринимали пятидесятничество в качестве откровенной ереси.

## Начало движения

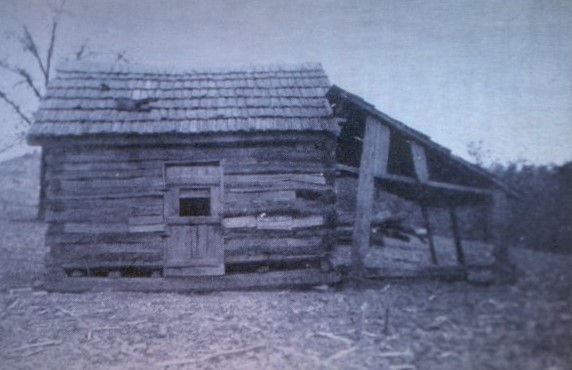
Бревенчатый домик, который был местом рождения Уильяма Марриона Бранхама, как это показано в биографической книге, написанной Гордоном Линдсеем, "Уильям Бранхам: Человек, посланный от Бога"

Начало движения исцеления связано с Уильямом Маррионом Бранхамом, родившемся в нищей нерелигиозной семье в 1909-м году.
Пятидесятнические источники гласят, будто жизнь Уильяма оказалась отмеченной многочисленными «сверхъестественными знамениями», некоторыми из которых являются следующие:
- прямо во время рождения младенца таинственная звезда якобы проникла в дом Бранхамов и на несколько секунд повисла над головой Уильяма, после чего звезда улетела обратно тем же путем
- Когда мальчику было 8 лет, он услышал, словно Бог проговорил ему из среды вихря: «Никогда не пей, не кури и не оскверняй своего тела никаким образом. Когда повзрослеешь, для тебя будет труд»
- Утверждается, будто в 1933-м году «таинственная звезда» вновь посетила Бранхама, когда тот проводил водное крещение примерно двухсот людей в реке Огайо. Сторонники верят, якобы с появлением звезды (которую, как утверждается, видели окружающие), прозвучал Божий голос: «Как Иоанн Креститель был послан предвестить первое Пришествие Господа, так и ты послан предвестить Его второе Пришествие».

Биография Бранхама гласит, что жизнь оного была сформирована, во многом, под влиянием «духовного переживания» в 8-летнем возрасте, когда он услышал «Божий призыв» из среды вихря. Детство Уильяма отличалось аскетическим образом жизни и встретило отвержение и высмеивание со стороны сверстников.
История гласит, будто Бранхам, до вхождения в своё «божественное предназначение», трижды пытался покончить свою жизнь самоубийством. Первая попытка произошла в подростковом возрасте, когда он стрелял из охотничьего ружья в своих обидчиков, а затем в самого себя (как утверждается, ружьё давало осечку всякий раз, когда Бранхам стрелял в цель, но, при этом, ружьё выстреливало всегда, когда он стрелял по сторонам ради проверки исправности оружия).
Две другие попытки самоубийства предпринимались Бранхамом в 1937-м году, когда он, являясь уже баптистским проповедником, лишился своей первой жены Меды и дочери во время наводнения в Джефферсонвилле (Бранхам считал, что его семью тогда настиг «суд Божий» в результате того, что он и Меда ослушались данного им раннее повеления Божьего, чтобы проповедовать в пятидесятнических церквях). Повествование гласит, будто Бранхама каждый раз спасало очевидное "божественное вмешательство".
И хотя Бранхам был пастором независимой основанной им церковной общины, его духовный наставником был баптистский пастор Роджер Дэвис. На то время Бранхам уже заявлял о своих случаях проявления даров Святого Духа, но это противоречило учению его духовного наставника, который придерживался доктрины о прекращении действия проявлений Духа. По этой причине, Роджер Дэвис настоятельно утверждал, что Бранхам находился в демоническом обольщении. Такое заявление было воспринято Бранхам в качестве окончательного отвержения. Бранхам ушёл из дома, предупредив свою жену Меду, что вернётся только лишь в том случае, если Бог освободит его от того, в чём его обвинял его баптистский пастор.
Бранхам посетил пещеру «Туннель-Милл», где умолял Бога об «избавлении от дьявола». По словам Бранхама, кульминацией примерно получасового крика души пред Богом стало то, что к нему якобы явился ангел Господень в физическом обличии. Согласно повествованию, пришелец находился в пещере около тридцати минут, в течение которых передавал «послание от Бога», квинтессенция которого, возможно, заключалась в приветственной речи: «Не бойся. Я послан из Присутствия Всемогущего Бога сказать тебе, что твоё особенное рождение и необычная жизнь означают то, что ты принесёшь дар божественного исцеления людям по всему миру». Затем, «предсказав» в общих чертах детали будущего служения Брахама, «ангел» подытожил: «…это положит начало Благовестию в силе, которое предвестит Второе Пришествие Христа».
Согласно биографии, изложенной в книге "Сверхъестественное: жизнь Уильяма Бранхама", спустя несколько дней после "ангельского визита", к Бранхаму подошел случайный прохожий, кульминацией общения с которым стали следующие слова незнакомца: "Мне приснился сон, в котором я увидел большого, яркого Ангела, снизошедшего с неба и сказавшего мне, чтобы я поехал в Джефферсонвилл, штат Индиана, и попросил человека по фамилии Бранхам помолиться за меня. Вы знаете здесь кого-нибудь по фамилии Бранхам?"Утверждается, словно данный мужчина и стал первым человеком, на котором Бранхам испытал "новые навыки".
С того дня, Бранхам стал дерзновенно практиковать молитвы за больных людей. Находящееся на тот момент ещё в зачаточном состоянии, пятидесятническое движение с энтузиазмом распахнуло свои двери для "нового пророка". Таким образом, именно на базе пятидесятнических церквей стала организовываться череда евангелизационных служений в различных городах, которые привлекали толпы энтузиастов. Например, осенью 1946 года серия служений в Джонсборо, привлекла уже около 28.000 человек и продлилась 8 дней. Бранхам начал служение в этом городе с заявления, что будет оставаться служить на этом месте до тех пор, пока через молитвенную пройдет последний больной. Утверждается, что все эти 8 дней Бранхам молился с возложением рук практически без остановки, день и ночь, за тысячи больных, поспав в общей сложности лишь несколько часов рядом со сценой.
Один из переломных моментов в формировании и распространении «движения исцеления» настал в 1947-м году, когда вернувшийся из Индии миссионер посетил служение Бранхама в Талсе. На тот момент Осборн уже решительно был настроен не возвращаться на миссионерское поле, будучи разочарованным в плодах своего служения. Однако, именно на этом служении Бранхама Осборн пережил «личную встречу с Иисусом», после чего обратил больше нехристиан в пятидесятничество, чем кто-либо другой в современной истории пятидесятнического христианства.
В 1948 году участники кампании исцеления Уильяма Бранхама в Канаде были столь вдохновлены проповедью и событиями собраний, что начали поститься и молиться, чтобы испытать нечто подобное в своих церквях. Результатом этого стало ещё одно широкомасштабное «пробуждение», получившее затем название «поздний дождь».

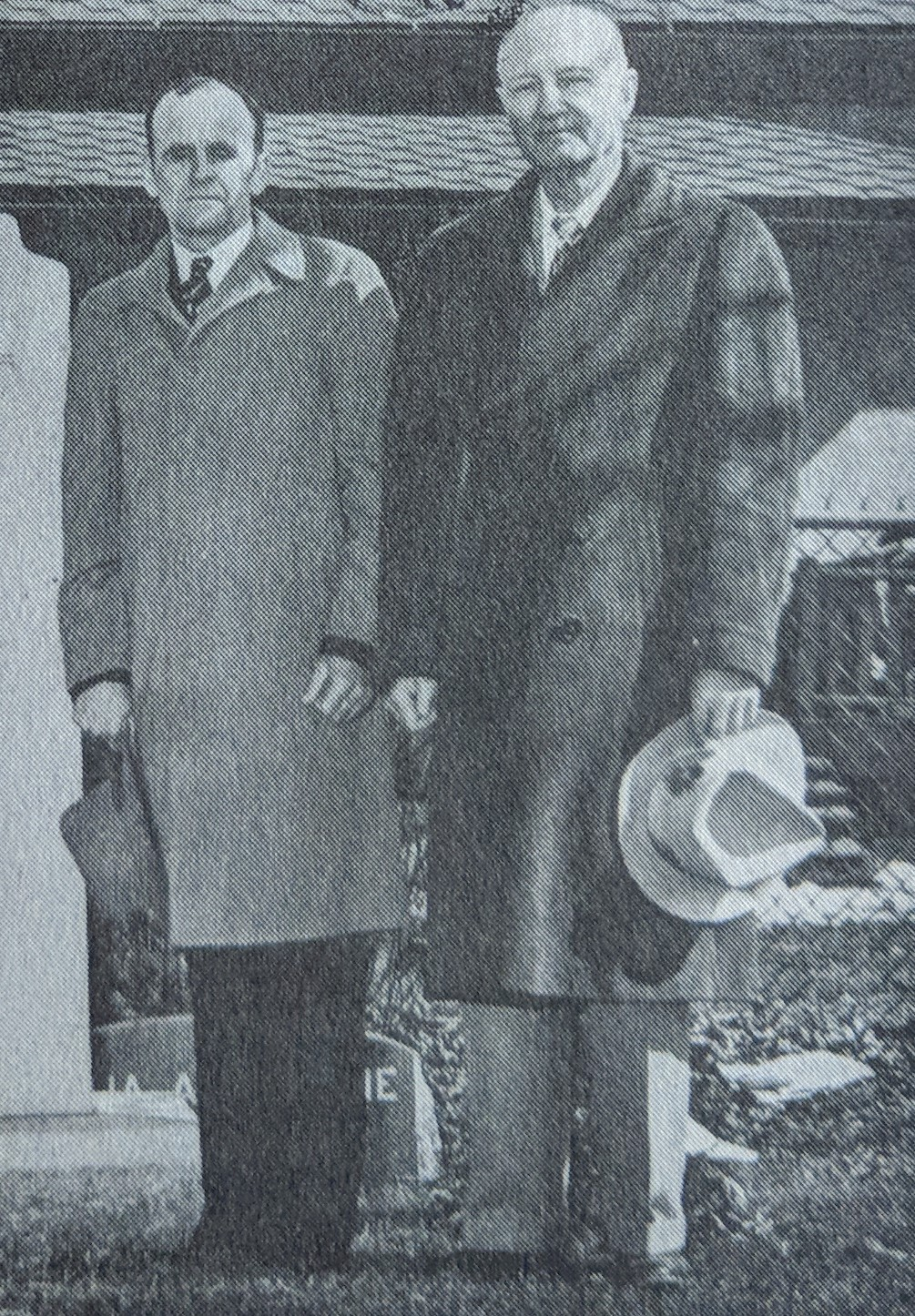
Бранхам и Босфорт; 1950г.

В 1948-м году наступил ещё один переломный момент, когда у Бранхама завязалась дружба с одним из наиболее известных "целителей" того времени — с раннее упомянутым автором пятидесятнического учения об исцелении верой, Фредом Босвортом. Согласно книге "Сверхъестественное: жизнь Уильяма Бранхама", Босворт пребывал в "отставке", когда впервые посетил исцелительную кампанию Бранхама и затем признался молодому проповеднику: "За все эти годы мне не доводилось видеть чего-либо подобного". Результатом этого знакомства стало то, что Босворт вернулся в полновременное служение и стал «правой рукой» Бранхама.

## Последствия и дальнейшее влияние

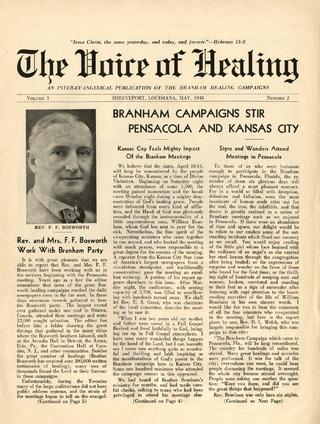
Статья, описывающее мнение Фреда Босворта после посещения служения Уильяма Бранхама в 1948-й году

В мае 1948 года Бранхам покинул служение в связи с состоянием здоровья. По словам автора журнала «Голос исцеления» Гордона Линдсея, что причиной к появлению хронического нервного истощения Бранхама послужило слишком плотное расписание служений и нерациональное пользование временем.
На тот момент было очевидно, что служение Бранхама вдохновило Осборна на совершение «крестового похода» в разных странах Африки и Азии, а так же привело к рождению десятков других меньших служений, вовлеченных в уже автономно функционирующее движение исцеления . Другими важными фигурами возрождения были Джек Коу, Орал Робертс, А. А. Аллен, Джек Коу, Кэтрин Кульман, Т.Л. Осборн, Томми Хикс (менее известные - Роберт Шамбак, У. Грант, Франклин Холл, Уильям Фримен). Многие из этих служений делились своими свидетельствами исцеления в «Голосе исцеления» , периодическом издании Гордона Линдсея, что создало сплоченность для группы евангелистов в зарождающиеся годы.

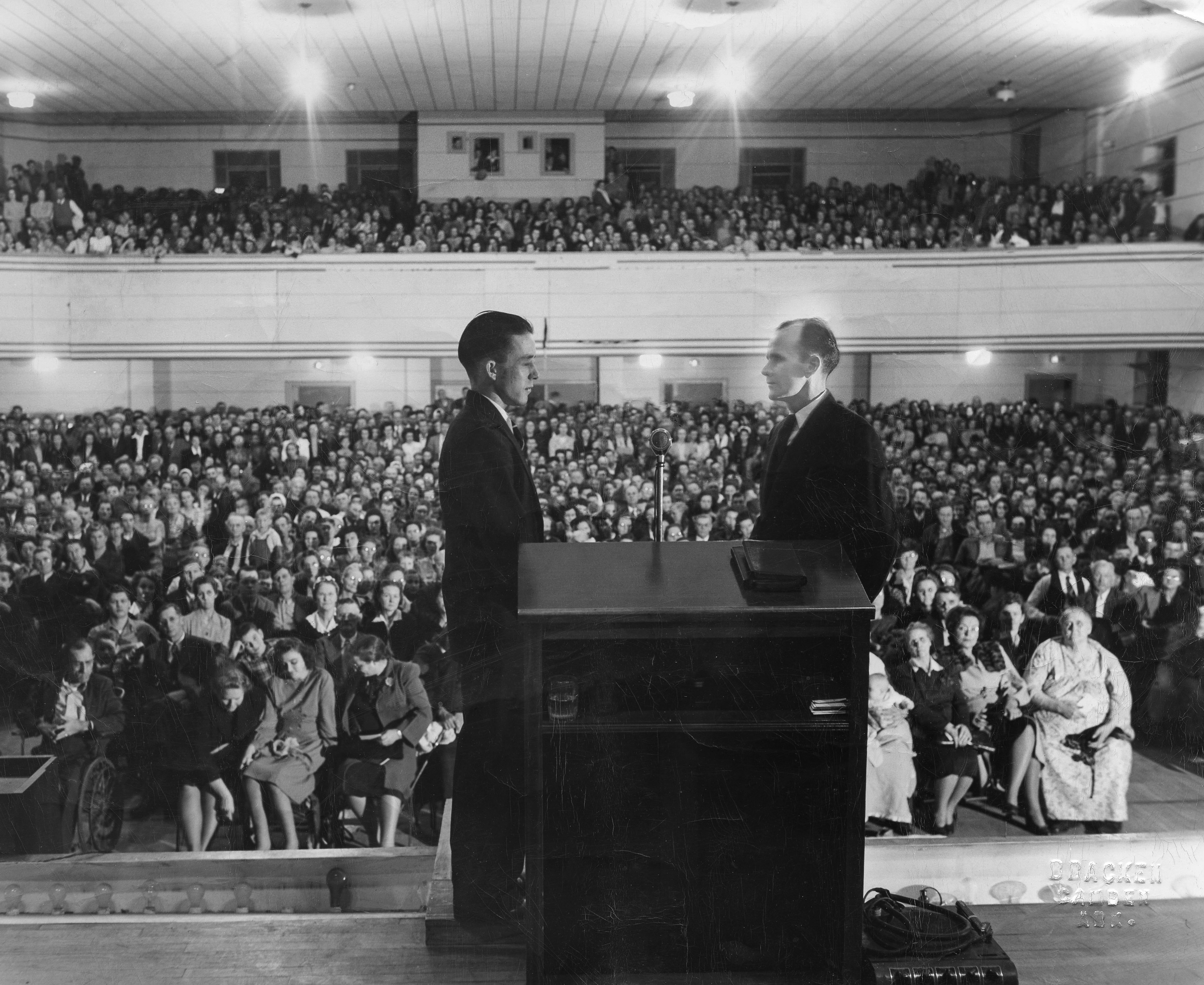
Бранхам во время молитвы за исцеление

И хотя Бранхам вернулся в ряды уже в октябре 1948 года, Орал Робертс уже стал очевидным лидером движения. Начиная с 1947 года, Орал провел более 300 крупных "исцеляющих" евангелизаций и лично молился за более чем миллион человек в течение следующих тридцати лет. Евангелизационная палатка Орала Робертса вместимостью 12500 гостей считалась самой большой палаткой в США до тех пор, когда в 1951-м году Джек Коу стал проводить служения в своей новой палатке вместимостью 22000 участников. Тем не менее, Орал продолжал оставаться наиболее влиятельной фигурой движения. Писатель Дэвид Харрелл описывает Робертса как «одного из самых влиятельных религиозных лидеров в мире в XX веке».
Следующий вехой в эволюции движения наступил в 1955-м году, когда Орал Робертс начал национальные еженедельные телевизионные программы, посредством которых пятидесятничество вышло за рамки "сектантских" барьеров и стало доступным для широкой аудитории. Результатом этих телепрограмм стало то, что позже имя Робертса знали 84 процента американской общественности, согласно опросу Гэллапа (Gallup Poll), как утверждается на сайте "Голоса исцеления".
1956-й год рассматривается историками, как "пик" религиозного движения, когда 49 отдельных евангелистов проводили крупные собрания.
К 1960 году число евангелистов, проводящих исцеляющие кампании, сократилось до 11. 
Было предложено несколько точек зрения на упадок исцеляющего возрождения. Харизматический автор Джон Краудер предположил, что постепенное отделение Бранхама от Гордона Линдсея сыграло важную роль в упадке. Харрелл приписал упадок растущему числу евангелистов, заполонивших поле и истощивших финансовые ресурсы пятидесятнических конфессий. Уивер согласился, что пятидесятнические церкви постепенно отказались от поддержки исцеляющего возрождения, в основном из-за финансовых трудностей, которые кампании исцеления оказали на местные церкви. Ассамблеи Бога были первыми, кто открыто отказался от поддержки исцеляющего возрождения в 1953 году.
Уивер указал также и на другие факторы, которые могли помочь разрушить первоначальный экуменизм возрождения: напряженность между независимыми евангелистами и пятидесятническими церквями, вызванная методами сбора средств евангелистами, конфессиональной гордостью, сенсационностью и доктринальными конфликтами, особенно между фракциями единственников и тринитариев внутри пятидесятничества. Уивер также считал, что мошенничество со стороны отдельных евангелистов возрождения также сыграло важную роль в упадке .

## Результаты
Результатом этих крупных служений исцеления стало возобновление веры и акцент на божественном исцелении среди многих христиан, и это стало частью более широкого харизматического движения, и неохризматического движений, которые, совокупно с пятидесятническим, сегодня включают в себя около 700 миллионов верующих по всему миру по состоянию на 2013-й год (согласно оценке католического журнала «Catholic World Report»).

### "Целители верой" 20 века
- Уильям Бранхам
- Орал Робертс
- Кэтрин Кульман
- Кеннет Хейгин
- Александр Дауи

### Пробуждения
- Пробуждение на Азуза-стрит
- Таллинское пробуждение
- Пробуждение в Торонто
- Пробуждение в Пенсаколе
- Пробуждение в Лейкленде